# Vicke Andrén
Anders Viktor « Vicke » Andrén (né le 7 décembre 1856 à Uddevalla et mort le 11 novembre 1930  à Stockholm) est un peintre et illustrateur suédois.

## Quelques-unes de ses œuvres

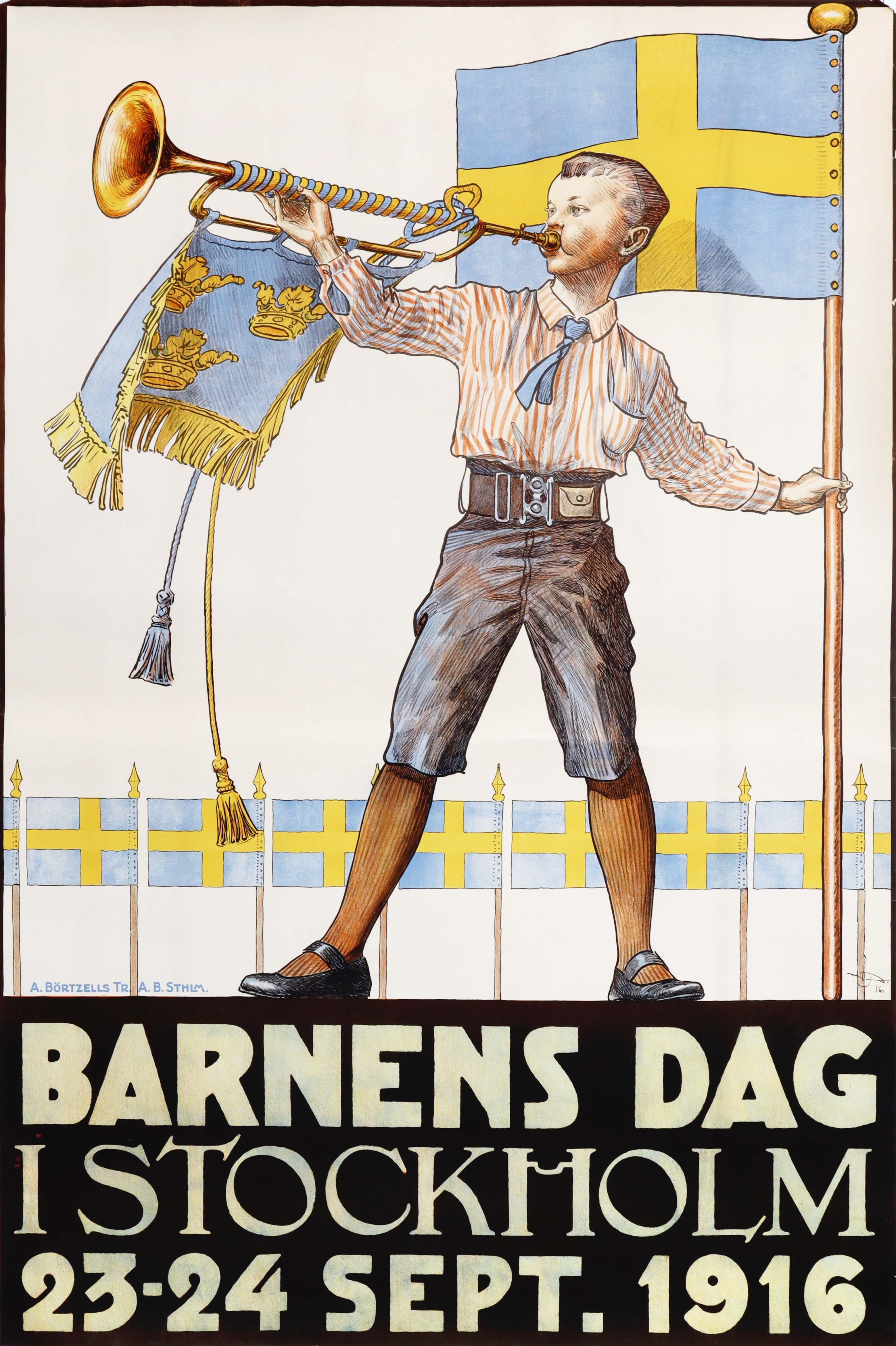
Affiche pour le Barnens dag (sv) (Journée des enfants).
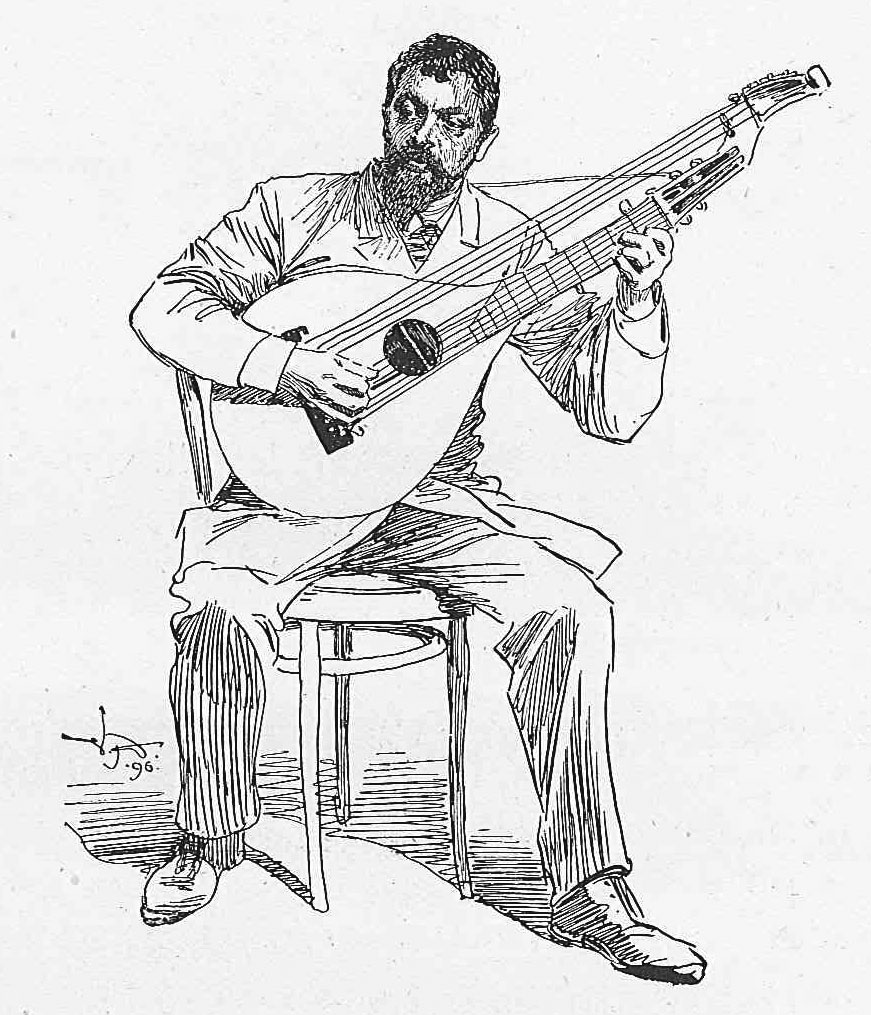
Autoportrait avec un luth suédois
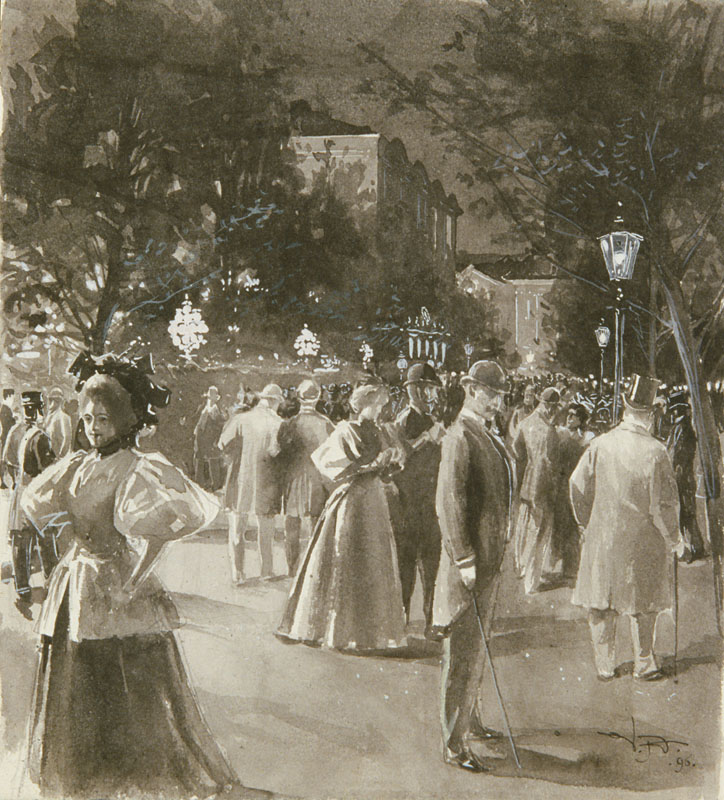
Le Blanch's Café (en), 1896
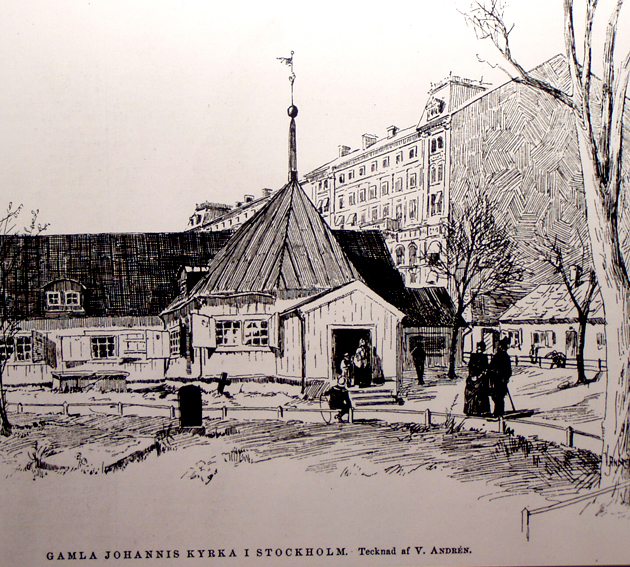
L'ancienne Église Saint-Jean de Stockholm
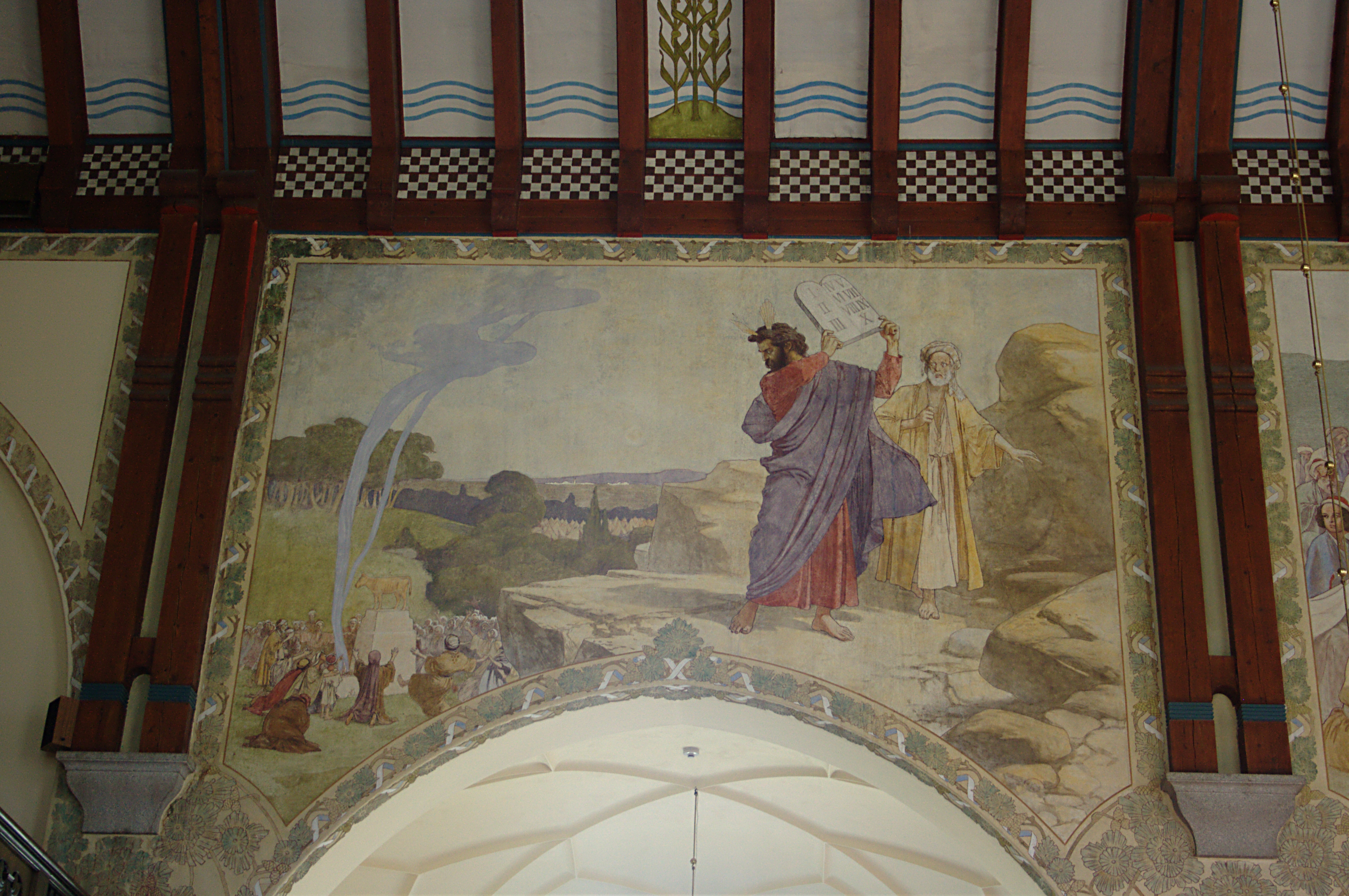
Peinture murale dans la Hörnefors kyrka (sv)
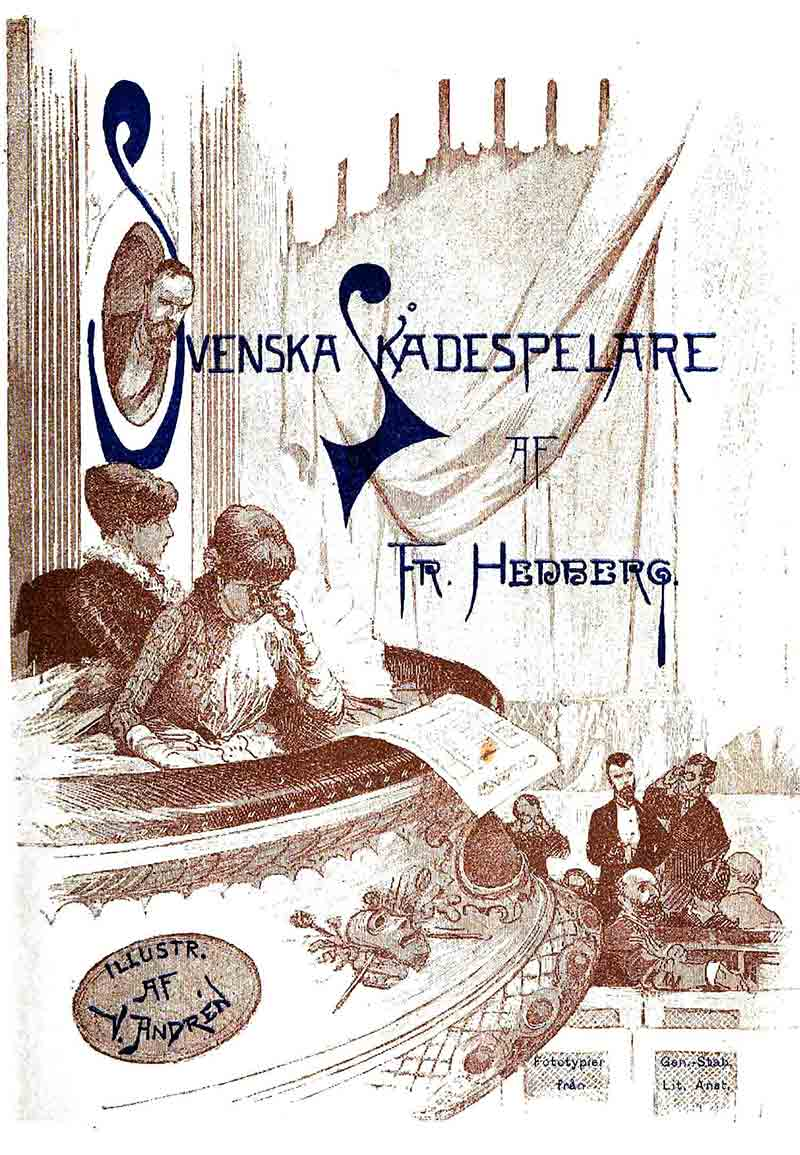
Couverture d'un livre de Frans Hedberg (en)
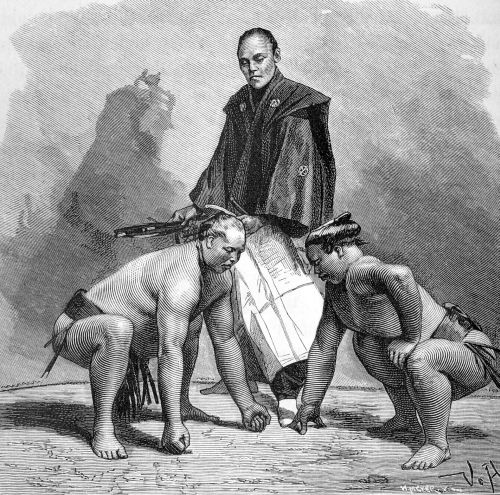
Combat de sumo, 1880
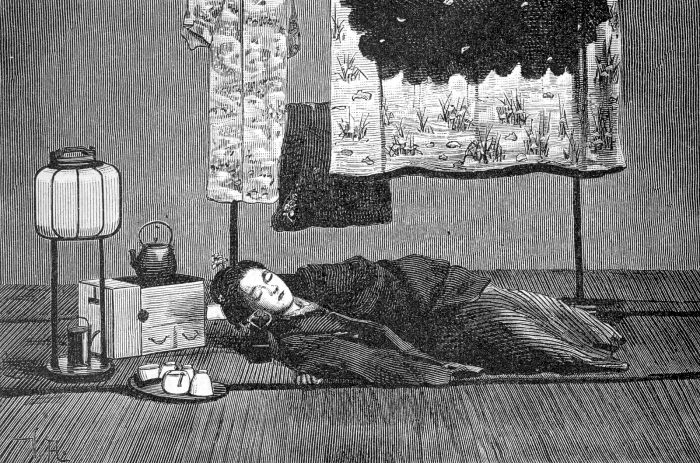
Chambre japonaise
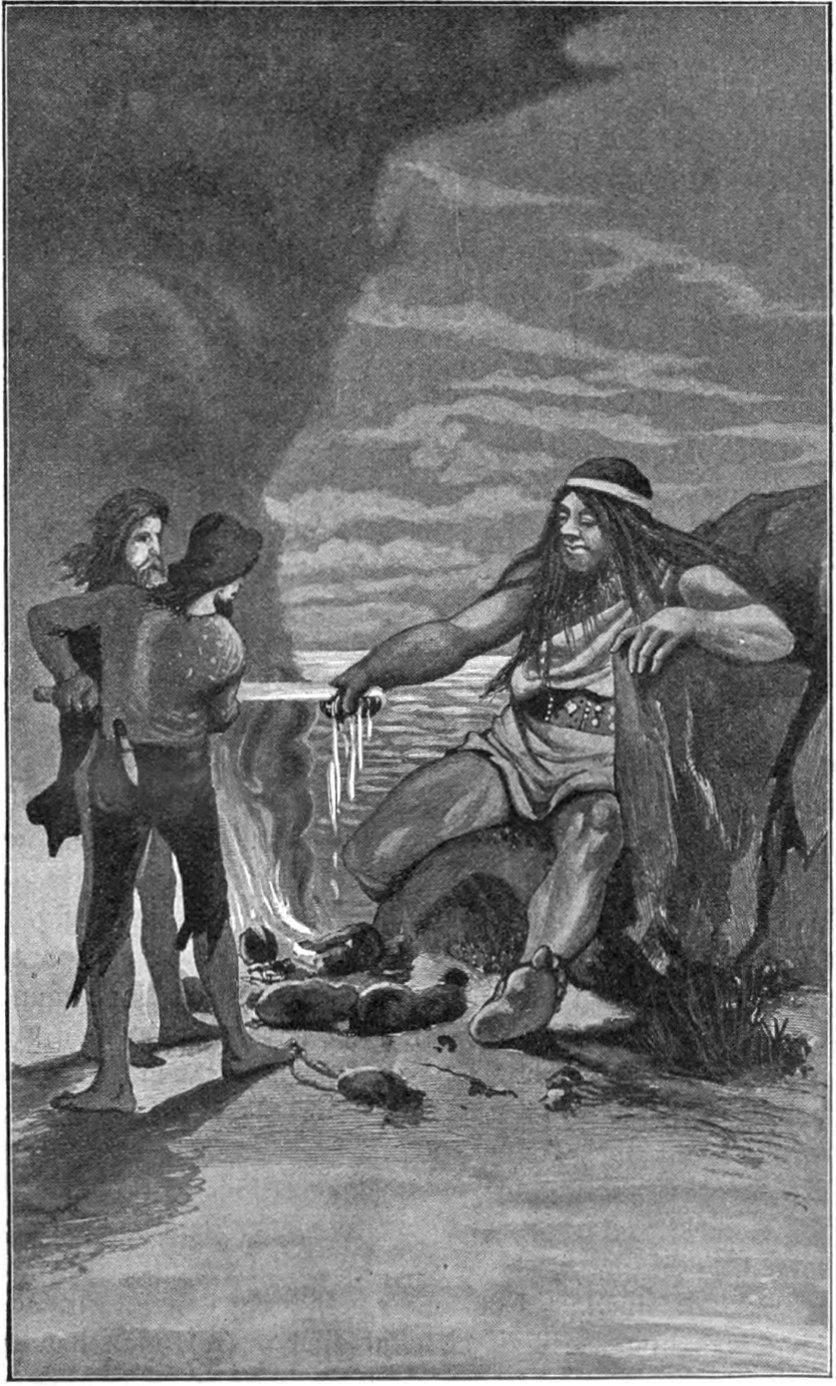
Le géant de Skalunda (en) dans Le Merveilleux voyage de Nils Holgersson à travers la Suède de Selma Lagerlöf
- Couverture du numéro de Noël du magazine Idun
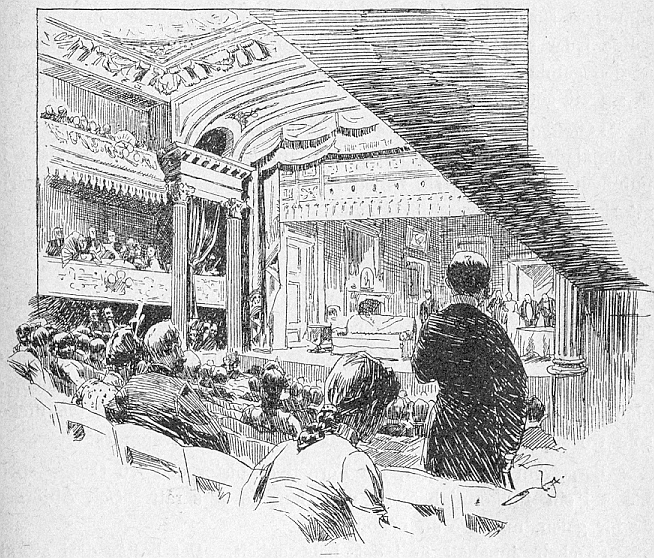
Le Théâtre Södra de Stockholm en 1889